# Alina Hrušyna
Alina Davydivna Hrušyna, nata Akobija (in ucraino Аліна Давидівна Грушина?; 5 agosto 1999), è una lottatrice ucraina, specializzata nella lotta libera.

## Palmarès
- Europei

Roma 2020: argento nei 57 kg.
Varsavia 2021: bronzo nei 57 kg.
Budapest 2022: oro nei 57 kg.